# Paraules per minut
Paraules per minut, abreujat normalment ppm, és la mesura de velocitat d'entrada o sortida.

## Pulsacions
Paraules per minut és la mesura de Pulsacions (velocitat), que es fa servir sovint en contractació.
Les paraules per minut també són una mesura de telegrafia o operació de radioaficionat i de velocitat Codi Morse. Ja que els codis per a lletres diferents tenen una longitud diferent, és necessari especificar una paraula de referència. Una paraula de referència que es fa servir sovint és PARIS.
Amb el propòsit de mesurar les ppm, una paraula s'estandarditza amb 5 caràcters; així doncs, "aliat" és una paraula, però "ecologisme" comptaria per dues.
Els beneficis de l'estandardització de la mesura de velocitat és que permet la comparació entre límits de llengua i equips. La velocitat d'un parlant Sud-africà, a Ciutat del Cap pot ésser comparada amb la d'algú que parli francès a Brussel·les.
Algú amb poca experiència amb teclats pot assolir 20 ppm, un digitador mitjà assoleix al voltant de 30 a 45 ppm (normalment el mínim necessari per a posicions laborals), mentre que els digitadors avançats poden arribar fins a 100 ppm. El 2005, Barbara Blackburn era la digitadora més ràpida del món segons el Llibre Guinness dels Rècords. Fent servir un Teclat Dvorak, va aconseguir mantenir una velocitat de 150 ppm durant 50 minuts, 170 ppm en períodes més curts de temps i va registrar una velocitat màxima de 212 ppm. Blackburn, que va repetir la classe de mecanografia al batxillerat, va descobrir el teclat Dvorak el 1938 i ràpidament va aprendre a assolir altes velocitats. Ocasionalment va viatjar per fer demostracions de velocitat de digitació durant la seva carrera de secretària.

## Lectura
PPM és una mesura comuna per avaluar la velocitat de lectura.
Una paraula en aquest context és el mateix que en el context de diàleg.
Els adults formats poden llegir a una velocitat d'aproximadament 200-300 ppm, màxim 400 ppm, per assolir una bona comprensió. En investigacions s'ha demostrat que una velocitat de 600 ppm pot assolir una comprensió del 70%, i un 50% de comprensió a 2000 ppm.

## Oral
Els llibres llegits parlen a 150-175 ppm i les presentacions tendeixen a tenir 100 ppm. Les converses tenen al voltant de 200 ppm i, encara que l'investigador Ronald Carver ha demostrat que un adult pot escoltar amb una comprensió completa fins a 300 ppm, ni tan sols els subhastadors poden parlar més de pressa que 250 ppm.